# Мале Лезьно
Мале Лезьно (пол. Małe Leźno, нім. Klein Leßno) — село в Польщі, у гміні Бжозе Бродницького повіту Куявсько-Поморського воєводства.
Населення — 177 осіб (2011).
У 1975-1998 роках село належало до Торунського воєводства.

## Демографія
Демографічна структура станом на 31 березня 2011 року:
|          | Загалом | Допрацездатний вік | Працездатний вік | Постпрацездатний вік |
| -------- | ------- | ------------------ | ---------------- | -------------------- |
| Чоловіки | 100     | 25                 | 66               | 9                    |
| Жінки    | 77      | 15                 | 40               | 22                   |
| Разом    | 177     | 40                 | 106              | 31                   |